# 主務者印

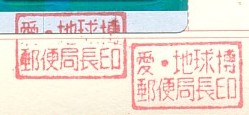
愛・地球博郵便局（臨時局）の主務者印

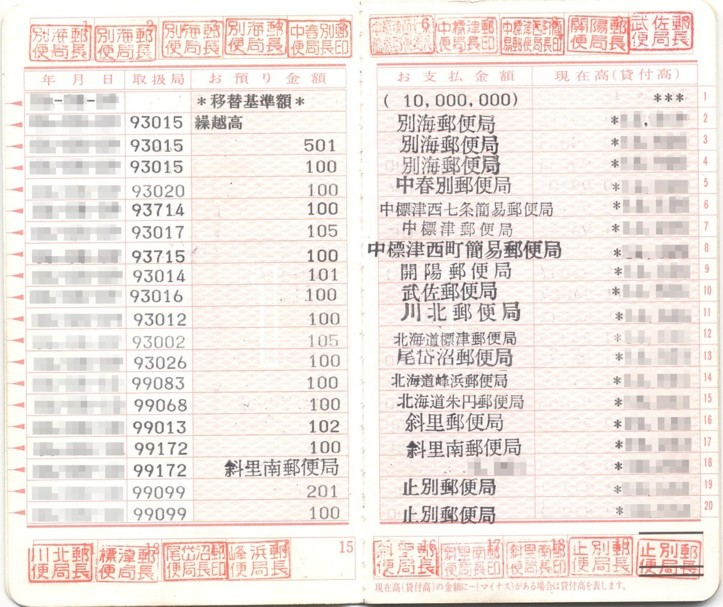
郵政省時代の通常郵便貯金通帳
最上部と最下部に並ぶ主務者印

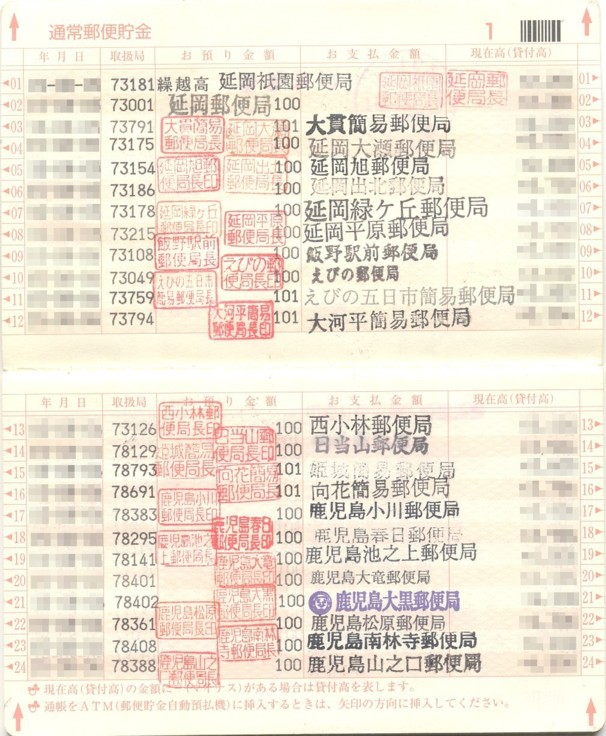
総務省・日本郵政公社時代の通常郵便貯金通帳
通帳の行間に主務者印が押されている

主務者印（しゅむしゃいん）とは、郵便局、簡易郵便局、ゆうちょ銀行、かんぽ生命保険で用いられる公印である。

## 概要
主務者印は、日本全国の郵便局、簡易郵便局、ゆうちょ銀行の本支店・貯金事務センター、かんぽ生命保険の支店・サービスセンターに配備されている。

### 主務者印の印影
主務者印の文字は、一般的に郵便局の場合は「○○郵便局長（印）」、簡易郵便局の場合は「○○簡易郵便局長（印）」または「○○簡易郵便局受託者（印）」、ゆうちょ銀行本支店の場合は「ゆうちょ銀行OO店（之）印」、ゆうちょ銀行貯金事務センターの場合は「ゆうちょ銀行OO貯金事務センター之印」（民営化前は、「○○貯金事務センター所長」）、かんぽ生命サービスセンターの場合は「かんぽ生命OOサービスセンター所長印」となっている。
郵便局によって「印」の文字が入るところと入らないところがあるが、これは彫られた文字を偶数にするために「OO郵便局長」の文字数が奇数の場合「印」を入れ、偶数にしているためである（画像のある愛・地球博郵便局を例にすると、「愛・地球博郵便局長」では9文字と奇数のため、「印」の文字を入れ10文字・偶数としてある）。
一方、ゆうちょ銀行本支店では「印」の文字が必ず入る代わりに「之」の字を入れることで奇数を偶数としている（ゆうちょ銀行本店を例にすると、「ゆうちょ銀行本店印」では9文字と奇数のため「之」の文字を入れ10文字・偶数としてある）。
また、分室郵便局の主務者印は、親局の局長名が彫られた印を使うが、分室での取り扱いであることを示すため、印の枠の一部が欠けたものを使う。

## 主務者印の押印
郵政省時代の通常郵便貯金通帳、定額・定期郵便貯金証書は主務者印押印欄があり、預払時に押印をされた。
現在、主務者印が押印される取り扱いは、非課税定額・定期貯金預け入れ時や、生命保険控除証明書を郵便局にて発行した場合などに限られる。

## 旅行貯金と主務者印
先述通り、郵政省時代の通常郵便貯金通帳には主務者印押印欄があり、旅行貯金をしている者は郵便貯金通帳・証書への郵便局名のゴム印と主務者印の収集を目的としていることから、主務者印を崇高なものとする傾向があった。しかし、郵政事業庁以降の通常郵便貯金通帳には主務者印押印欄が廃止されたため、旅行貯金をする者は、通帳の余白や行間へ押印してもらっていたが、「公印」という性格上、このような取扱いは正しくないものであったため、2005年3月11日に主務者印の押印は禁止となり、通常郵便貯金での主務者印収集は不可能となった。